# Cantonul Le Bourget
Cantonul Le Bourget este un canton din arondismentul Bobigny, departamentul Seine-Saint-Denis, regiunea Île-de-France, Franța.

## Comune
| Comune              | Populație (1999) | Cod poștal | Cod INSEE |
| ------------------- | ---------------- | ---------- | --------- |
| Le Bourget          | 14 978           | 93 350     | 93 013    |
| Drancy, partie nord | 28 355           | 93 700     | 93 029    |
| Dugny               | 10 783           | 93 440     | 93 030    |

| Comune              | Populație (1999) | Cod poștal | Cod INSEE |
| ------------------- | ---------------- | ---------- | --------- |
| Le Bourget          | 14 978           | 93 350     | 93 013    |
| Drancy, partie nord | 28 355           | 93 700     | 93 029    |
| Dugny               | 10 783           | 93 440     | 93 030    |